# Blake Fleming
Blake Fleming (...) è un batterista statunitense, è stato batterista de The Mars Volta per due brevi parentesi.
Inizialmente, è stato il primo a ricoprire questo ruolo alla nascita della band, ruolo abbandonato dopo pochissimo tempo e la registrazione di qualche sporadico demo per ragioni personali.
Successivamente, è tornato nel gruppo a luglio 2006 per rimpiazzare il licenziato Jon Theodore, venendo però nuovamente licenziato a sua volta dopo pochi mesi, sempre per ragioni personali, e rimpiazzato.